# Megachile hookeri
Megachile hookeri är en biart som beskrevs av Cockerell 1915. Megachile hookeri ingår i släktet tapetserarbin, och familjen buksamlarbin. Inga underarter finns listade i Catalogue of Life.